# Thomas Huber (alpiniste)
Pour les articles homonymes, voir Thomas Huber.
Piolets d'or
Thomas Huber est un grimpeur, un alpiniste et un guide de haute montagne allemand, né le 18 novembre 1966 à Palling, en Bavière, Allemagne.
Frère aîné d'Alexander Huber, avec qui il a réalisé quelques-unes de ses ascensions les plus marquantes, il est surtout réputé pour ses performances dans des conditions extrêmes.

## Carrière et performances
Comme Alexander, Thomas a été initié très tôt aux sports de montagne par son père. Les deux frères feront équipe par la suite pour des réalisations exceptionnelles en libre sur des Big Walls (parois très longues nécessitant plusieurs relais).
Nombre d'entre elles se situent au Yosemite, sur El Capitan : Salathé, Free Rider, El Nino, Golden Gate. Il s'agit souvent de premières en libre ou alors elles sont réalisées en speed climbing (en essayant de battre un record de vitesse). Les deux frères réaliseront Zodiac en 1 h 51 min 34 s, et surtout, en 2007, le Nose en 2 h 45 min 45 s.
Remarqué dès 1994, par la réalisation de End of Silence (8b+), la voie la plus difficile des Alpes bavaroises (en Big Wall), Thomas, à la différence de son frère, est beaucoup plus attiré par les expéditions alpines en Himalaya.
En 2000, il réussit la première de la Voie de Shiva sur le Shivling (6543m), ce qui lui vaut la distinction du Piolet d'Or (ainsi qu'à Ivan Wolf son coéquipier). Il fera d'autres premières : l' Ogre III en 2001, la traversée des trois sommets du Cerro Torre en Patagonie en 2005, mais aussi des répétitions comme l'Ogre (7285 m) réalisé vingt-quatre ans après sa première.
En 2014, Huber et son frère ont tenté l'ascension de la face Nord du Latok I, un des derniers gros problèmes des Himalayas. L'année suivante dans une autre tentative, ils  échappent de peu à une avalanche.
En 2016, Huber chute de 16 mètres pendant un tournage à  Berchtesgaden et se fracture le crâne.
En 2016, 2019 et 2024, il retente la face nord du Latok I.

## Remarques
- Thomas Huber joue dans le groupe de rock Plastic Surgery Disaster (du nom d'un album du groupe punk Dead Kennedys)
- Thomas vit à Berchtesgaden en Bavière avec sa compagne et a trois enfants.
- en 2011, il a subi une ablation d'une tumeur au rein qui s'est avérée bénigne.

## Ascensions
- 1994 1re de The end of Silence (5.13d/X+/8b+), une des plus dures longues voies du monde.
- 1996 1re de Salathé à El Capitan dans le Yosemite et solo hivernal de la face nord de l'Eiger
- 1997 1re de Tsering Mosong (VII+,A3+) sur Latok II, 7108 m
- 1998 1re de El Niño sur El Capitan, et Free Rider, 1reen libre d'une voie d'El Capitan en un jour, avec Alexander Huber
- 1999 Répétition de l'arête ouest du Latok IV (6445 m)
- 2000 1re du pilier nord du Shivling (6543 m) avec Iwan Wolf et Piolet d'Or
- 2001 1re de l'Ogre III (6800 m), répétition de l'Ogre I (7285 m)
- 2003 1re de Zodiac (5.13d/X+/8b+) sur El Capitan avec Alexander Huber
- 2004 Record de vitesse sur El Capitan, Zodiac en 1 h 52 min
- 2007 Record de vitesse sur El Capitan, The Nose, en 2 h 45 min 45 s
- 2009 1re d'"Eternal Flame" en libre à la Tour Sans Nom de Trango avec Alexander Huber.